# When I’m Gone (песня Simple Plan)
«When I’m Gone» (рус. Когда я уйду) — первый трек и первый сингл рок-группы Simple Plan с одноименного альбома. Он был выпущен на iTunes и lala.com 29 октября 2007 года. Данный трек сочетает в себе такие направления в рок-музыке, как электропанк и альтернативный рок.

## История релиза
Часть песни длительностью двадцать пять секунд была представлена на официальном сайте группы 24 октября 2007 года. Позднее трек вышел 29 октября в качестве сингла.

## Список композиций

### iTunes / Цифровая версия
1. «When I’m Gone» — 3:42[3]

### CD сингл / iTunes EP
1. «When I’m Gone» — 3:49
2. «Running Out of Time» — 3:16
3. «When I’m Gone» (Acoustic Version) — 3:29
4. «When I’m Gone» Music Video

### 7' Винил
1. «When I’m Gone» — 3:51
2. «When I’m Gone» (Acoustic Version) — 3:30

## Чарт
| Чарт (2007-2008)                             | Позиция |
| -------------------------------------------- | ------- |
| Australia (ARIA)                             | 14      |
| Canada (Canadian Hot 100)                    | 11      |
| Japan Hot 100                                | 10      |
| Чехия (Rádio — Top 100)                      | 25      |
| Sweden (Sverigetopplistan)                   | 23      |
| United Kingdom (The Official Charts Company) | 26      |
| Venezuela Pop Rock (Record Report)           | 5       |